# قلعه رومی هاوسستدز
قلعه رومی هاوسستدز (انگلیسی: Housesteads Roman Fort) بقایای یک قلعه کمکی یا کاستروم در جلوی دیوار دیوار هادریان، در هاوسستدز، نورثامبرلند، انگلستان، در جنوب بروملی لاف است.